# 7.5 FK
7.5 FK (7.5х27 мм) — пистолетный патрон чешского производства, разработанный с пистолетом под него FK BRNO Field Pistol.

## История
В 2010 году один частный заказчик обратился к чешским оружейникам с предложением спроектировать компактное оружие, которое бы перекрывало разрыв между обычными пистолетами под патрон 9×19 мм и штурмовыми винтовками. Судя по изложенным требованиям, заказчик хотел получить пистолет, способный эффективно поражать цели на дистанции 100—150 метров. Однако, процесс разработки, затянувшийся более чем на четыре года, оказался дольше и дороже, чем ожидалось, и до конца работ частный заказчик не дотерпел. В конечном итоге чешские оружейники продолжили работы самостоятельно.
Получившийся патрон 7,5 FK, по словам конструкторов, был создан с нуля, и даже на дистанции 100 и более метров был еще сверхзвуковым. Правда по размерам патрон не помещался в существующие серийные пистолеты. Разработчикам пришлось делать и пистолет с нуля. Хотя черты CZ 75 в конструкции нового пистолета видны невооруженным глазом. Дебютировали новый пистолет и патрон для него на германской выставке IWA 2015.

## Характеристики
Пуля патрона имеет начальную скорость около 610 м/c, вес пули 6.5 грамм при энергии в 1200 Джоулей. Эта энергия равна энергии пули такого популярного американского крупнокалиберного патрона как .44 Magnum. Потому патрон может применяться против крупной дичи вроде кабана, которая не подходит для более слабых пистолетных патронов. Так на расстоянии 100 метров пуля имеет скорость 475 м/c и энергию более 700 Джоулей, что уверенно поражает оленя. Пробивная способность у патрона так же высока — заявлено о пробивании бронежилетов класса III-A. На близкой дистанции высокая скорость пули в сочетании с высокой энергией наносит повреждения живой ткани уже ближе к автоматному оружию — то есть пуля данного патрона даже оболочечная обладает высокой терминальной баллистикой.

## Снаряжение
Патрон имеет множество специально изготовленных для него пуль. Это экспансивные пули с различной массой, которые снижают пробивное, зато увеличивают и без того не слабое останавливающее действие боеприпаса.